# 17826 Норманвіздом
17826 Норманвіздом (17826 Normanwisdom) — астероїд головного поясу, відкритий 3 квітня 1998 року.
Тіссеранів параметр щодо Юпітера — 3,194.